# Snowdenia
Snowdenia es un género de plantas herbáceas perteneciente a la familia de las poáceas. Es originario del este de África tropical. Comprende 6 especies descritas y de estas, solo 4 aceptadas.

## Taxonomía
El género fue descrito por Charles Edward Hubbard y publicado en Bulletin of Miscellaneous Information Kew 1929(1): 30–31, f. 1929. La especie tipo es: Snowdenia microcarpha C.E.Hubb.

## Especies aceptadas
A continuación se brinda un listado de las especies del género Snowdenia aceptadas hasta noviembre de 2014, ordenadas alfabéticamente. Para cada una se indica el nombre binomial seguido del autor, abreviado según las convenciones y usos.	
- Snowdenia microcarpha C.E.Hubb.
- Snowdenia mutica (Hochst.) Pilg.
- Snowdenia petitiana (A.Rich.) C.E.Hubb.
- Snowdenia polystachya (Fresen.) Pilg.